# Bagler
Bagler ou facção de Bagli (em nórdico antigo, Baglar e em norueguês, Bagler) foi uma facção durante a era da Guerra Civil na Noruega. Esta facção foi composta principalmente pela aristocracia norueguesa (lendmenn), o clero e os comerciantes.
Foi criado na região da Escânia, em seguida, parte da Dinamarca, em 1196, principalmente pelo bispo Nicolau Arnesson de Oslo e o arcebispo Erik Ivarsson de Nidaros em torno do pretendente ao trono da Noruega, Inge Magnusson (apelidado de Rei Bagler) para depor o rei no poder, pertencente à facção Birkebeiner, Sverre Sigurdsson. Eles lutaram contra o Birkebeiner, essencialmente, uma facção de agricultores, embora apoiada pela aristocracia, liderada pelo rei pretendente Sverre, para governar durante a guerra civil durante o final do século XII. Em Sverris saga foram fornecidas provas da linhagem real de Sverre como alegado filho ilegítimo do falecido Rei Sigurdo II da Noruega. Sendo um filho ilegítimo na época, isso não o impediu de se tornar rei, porque, de fato, o direito sucessório norueguês não distinguia entre filhos legítimos e ilegítimos. Os historiadores modernos geralmente concordam com o pensamento dos contemporâneos de que ele era na verdade um impostor sem verdadeiras linhagens reais.